# Tacatacuru
Tacatacuru / “place of fire;” taca=vatra/, pleme američkih Indijanaca porodice Timuquanan nastanjeno do 1675. godine na otoku Cumberland na atlantskoj obali Georgije, nakon čega odlaze na područje Floride gdje su se otopili među drugim Timuquanan plemenima, pa dalje dijele njihovu sudbinu. -O brojnom stanju Tacatacurua nije ništa poznato, osim da su 1602. imali 8 sela, a u provinciji (Mocama) je bilo 792 pokrštena Indijanca. Njihovo glavno naselje, po svoj prilici istoimeno, misionizirano je od Španjolaca pod imenom San Pedro Mocama.

## Vanjske poveznice
- Tacatacuru  Arhivirana inačica izvorne stranice od 9. svibnja 2008. (Wayback Machine)
- Place of Fire: Cumberland Island  Arhivirana inačica izvorne stranice od 21. prosinca 2005. (Wayback Machine)